# Понсон дю Террайль
П'єр Алексіс Понсон дю Террайль (фр. Pierre Alexis, vicomte Ponson du Terrail) — популярний французький письменник, автор сенсаційних романів, здебільшого на кримінальні теми.

## Біографія
Народився 8 липня 1829 року у Монморі. Деякий період часу служив офіцером. Під час франко-прусської війни 1870 року організував загін вільних стрільців. Його перші літературні твори — фейлетони друкувались у «Mode» та «Opinion publique» (1850—1851). У 1853 році твір «Les coulisses du monde» привернув увагу багатьох читачів.
У 1858—1859 р. почав виходити один з найвідоміших романів Понсона — «Пригоди Ромкамболя» (фр. Les exploits de Rocambole), який він писав до самої смерті і так і не закінчив (зараз оформлено у 22 томах). Всього Понсон дю Террайль написав близько 250 томів романів-фейлетонів.
До 1870 року Понсон друкував свої фейлетони одночасно у п'яти газетах. Однак після здачі Франції німцям Наполеоном ІІІ був вимушений втекти до родового замку, а після того, як його спалили, — до Бордо, де і помер 10 січня 1871 року. Похований на Монмартрському кладовищі.

## Твори

### Сага Ромкамболя
"Походження Ромкамболя, або Драми Парижа" (фр. Les Exploits de Rocambole)
- L’Héritage mystérieux
- Le Club des Valets     de cœur
- Les Exploits de Rocambole, з  продовженням La Revanche de Baccarat
- Les Chevaliers du clair de lune     також включає:
  - Le Manuscrit du Domino, La Dernière      Incarnation de Rocambole
  - Le Testament de Grain de Sel,      Le Château de Belle-Ombre
- La Résurrection de     Rocambole також     включає:
  - Le Bagne de Toulon, Les      Orphelines, Madeleine, Rédemption, La Vengeance de Wasilika
- Le Dernier Mot de Rocambole     також включає:
  - Les Ravageurs, Les Millions de      la bohémienne, Le Club des crevés, La Belle Jardinière, Le Retour de      Rocambole
- La Vérité sur Rocambole також     включає:
  - La Vérité sur Rocambole, La      Nourrisseuse d’enfants, L’Enfant perdu, Le Moulin sans eau
- Les Misères de Londres включає:
  - Newgate, Le Cimetière des      suppliciés, Un drame dans le Southwark, L’Enfer de mistress Burtin, Les      Amours du Limousin, La Captivité du maître, Le Fou de Bedlam, L’Homme en      gris
- Les Démolitions de Paris, La     Corde du pendu

Інші твори
- "Молодість Генріха     IV" (La Jeunesse du roi Henri)
- "Друга молодість Генріха     IV"
- La Baronne trépassée (1852)
- Les Coulisses du monde (1853)
- Le Forgeron de la Cour-Dieu     (1869)
- "Таємниці Парижа"